# جويل سوتو
جويل سوتو (بالإسبانية: Joel Soto)‏ (9 أبريل 1982 في تشيلي - ) هو لاعب كرة قدم تشيلي في مركز الهجوم. شارك مع منتخب تشيلي لكرة القدم. أما مع النوادي، فقد لعب مع أتلانتي إف سي وسانتياغو واندررز وكولو-كولو ونادي أونيفرسيداد دي تشيلي ونادي أوهيجينس ونادي بويبلا ونادي تشياباس وديبورتيفو نوبلينس ‏ وسان لويس دي كويلوتا ونادي كوبريسال ويونيون لا كاليرا.

## مسيرته الكروية
لعب جويل سوتو خلال مسيرته الاحترافية مع 11 ناديًا في عشرون موسمًا وسجل خلالها 68 هدفًا ضمن 283 مباراة. ولم يفز بأي موسم بالكأس وفاز في موسم واحد بالدوري.
خاض جويل سوتو مسيرته مع نادي سانتياغو واندررز في موسم 1998 في المرة الأولى ليلعب معه أربعة مواسم ثم في موسم 2005 واستمر معه طيلة ثلاثة مواسم ثم في عامي 2008-2010 ولمدة موسمين، مشاركًا طوالها في 108 مباراة سجل خلالها 42 هدفًا. ثم انتقل إلى نادي تشياباس في موسم 2003–04 لمدة موسم واحد، حيث شارك في 13 مباراة ولم يسجل أي هدف. لينتقل بعدها إلى نادي كولو-كولو ما بين عامي 2004 و2005 لمدة موسم واحد، مشاركًا في 6 مباريات سجل خلالها هدفًا واحدًا. ثم انتقل إلى نادي بويبلا في موسم 2004–05 لمدة موسم واحد، مشاركًا في 8 مباريات سجل خلالها هدفًا واحدًا أيضًا. هذا وانتقل لاحقًا إلى نادي أوهيجينس ما بين عامي 2006 و2007 لمدة موسم واحد، مشاركًا في 18 مباراة سجل خلالها 9 أهداف. ثم انتقل بعدها إلى نادي أونيفرسيداد دي تشيلي ما بين عامي 2007 و2008 لمدة موسم واحد، مشاركًا في 28 مباراة سجل خلالها هدفين. ليعود وينتقل من جديد، لكن هذه المرة إلى ديبورتيفو نوبلينس ‏ ما بين عامي 2009 و2010 لمدة موسم واحد، مشاركًا في 12 مباراة سجل خلالها هدفًا واحدًا. لينتقل بعدها إلى سان لويس دي كويلوتا ما بين عامي 2010 و2011 في المرة الأولى لمدة موسم واحد ثم ما بين عامي 2012 و2013 لمدة موسم واحد، مشاركًا طوالها في 46 مباراة سجل خلالها 7 أهداف. ثم لعب في نادي كوبريسال ما بين عامي 2011 و2012 لمدة موسم واحد، مشاركًا في 28 مباراة سجل خلالها 3 أهداف. ليعود ويرتحل عنه إلى يونيون لا كاليرا ما بين عامي 2013 و2014 لمدة موسم واحد، مشاركًا في 4 مباريات ولم يسجل أي هدف.

## وصلات خارجية
- جويل سوتو على موقع قاعدة بيانات كرة القدم.إي يو (الإنجليزية)
- جويل سوتو على موقع ناشيونال فوتبول تيمز (الإنجليزية)
- جويل سوتو على موقع Soccerway.com (الإنجليزية)
- جويل سوتو على موقع عالم كرة القدم.نت (الإنجليزية)